# Brachyprosopus broomi
Brachyprosopus broomi è un terapside estinto, appartenente ai dicinodonti. Visse nel Permiano medio (circa 265 - 260 milioni di anni fa) e i suoi resti fossili sono stati ritrovati in Sudafrica.

## Descrizione
Questo animale doveva essere di piccole dimensioni rispetto ad altri dicinodonti successivi del Permiano, e non doveva superare il mezzo metro di lunghezza. Era dotato, come tutti i suoi simili, di un cranio dal muso corto e dotato di un becco simile a quello di una tartaruga, e di due zanne caniniformi nella mascella superiore, poste appena dietro al becco. Brachyprosopus era dotato di una caratteristica unica tra tutti i dicinodonti, ovvero il margine laterale ricurvo dell'osso squamoso, che andava a formare una parete laterale della fossa esterna dell'adduttore. Altre caratteristiche importanti di Brachyprosopus erano l'assenza di creste palatali mediane anteriori, la presenza di file di denti mascellari unite lateralmente da una sporgenza, vomeri non fusi, margini innalzati della vacuità interpterigoidea, regione intertemporale larga, una protuberanza intorno al foro pineale, piastre dentarie e un solco dentario posteriore ampio e lungo, che si estendeva posteriormente ai denti dell'osso dentale. 

## Classificazione
Brachyprosopus broomi venne descritto per la prima volta nel 1937 da Everett C. Olson, sulla base di un singolo fossile rinvenuto nella "zona a Tapinocephalus" in Sudafrica, risalente al Permiano medio. Successivamente questa specie venne pressoché dimenticata, e fu solo nel 2016 che un nuovo studio, sulla base di ulteriori esemplari meglio conservati, ha potuto chiarire definitivamente la validità tassonomica di Brachyprosopus. Secondo lo studio del 2016, Brachyprosopus è un rappresentante arcaico dei dicinodonti, e sembrerebbe essere uno dei più primitivi e uno dei più antichi del gruppo. È interessante notare, tuttavia, che alcune caratteristiche (come file dentarie mascellari ben sviluppate e la forma delle ossa palatine) siano condivise con generi derivati come Pristerodon, Endothiodon e Niassodon. Oltre che nella "zona a Tapinocephalus", i fossili di questo animale sono stati rinvenuti anche nella successiva "zona a Eodicynodon". La specie Chelydontops altidentalis, descritta da Cluver nel 1975, è considerata un sinonimo di Brachyprosopus broomi.